# Bloomsburg
Bloomsburg est une ville des États-Unis, siège du comté de Columbia, dans le Commonwealth de Pennsylvanie.

## Géographie
La superficie totale de Bloomsburg est de 12,0 km2, dont 11,4 km2 en surfaces terrestres et 0,6 km2 en surfaces aquatiques (le cours de la branche Nord de la Susquehanna limite la ville à l'Est et au Sud).

## Localités limitrophes
Bloomsburg est limitrophe de :
- Mount Pleasant Township,
- Scott Township,
- Espy,
- Catawissa, séparée par la branche Nord de la Susquehanna,
- Rupert,
- Montour Township,
- Hemlock Township.

## Histoire
Les premières traces de colonisation européenne remontent à l'année 1772. Ce qui, jusqu'au milieu du XIXe siècle, n'était qu'une bourgade de faible importance, a tout d'abord été désigné sous le nom de Bloom Township, avant que diverses communautés humaines des environs ne s'unissent pour constituer, en 1870, la ville de Bloomsburg, avec adoption d'une charte municipale.
De 1870 à 1975, Bloomsburg a été la seule ville de Pennsylvanie à disposer d'un statut de town, là où toutes les autres localités (dont certaines étaient pourtant communément désignées ainsi) disposaient d'autres types de chartes municipales : city, borough, township.

## Administration

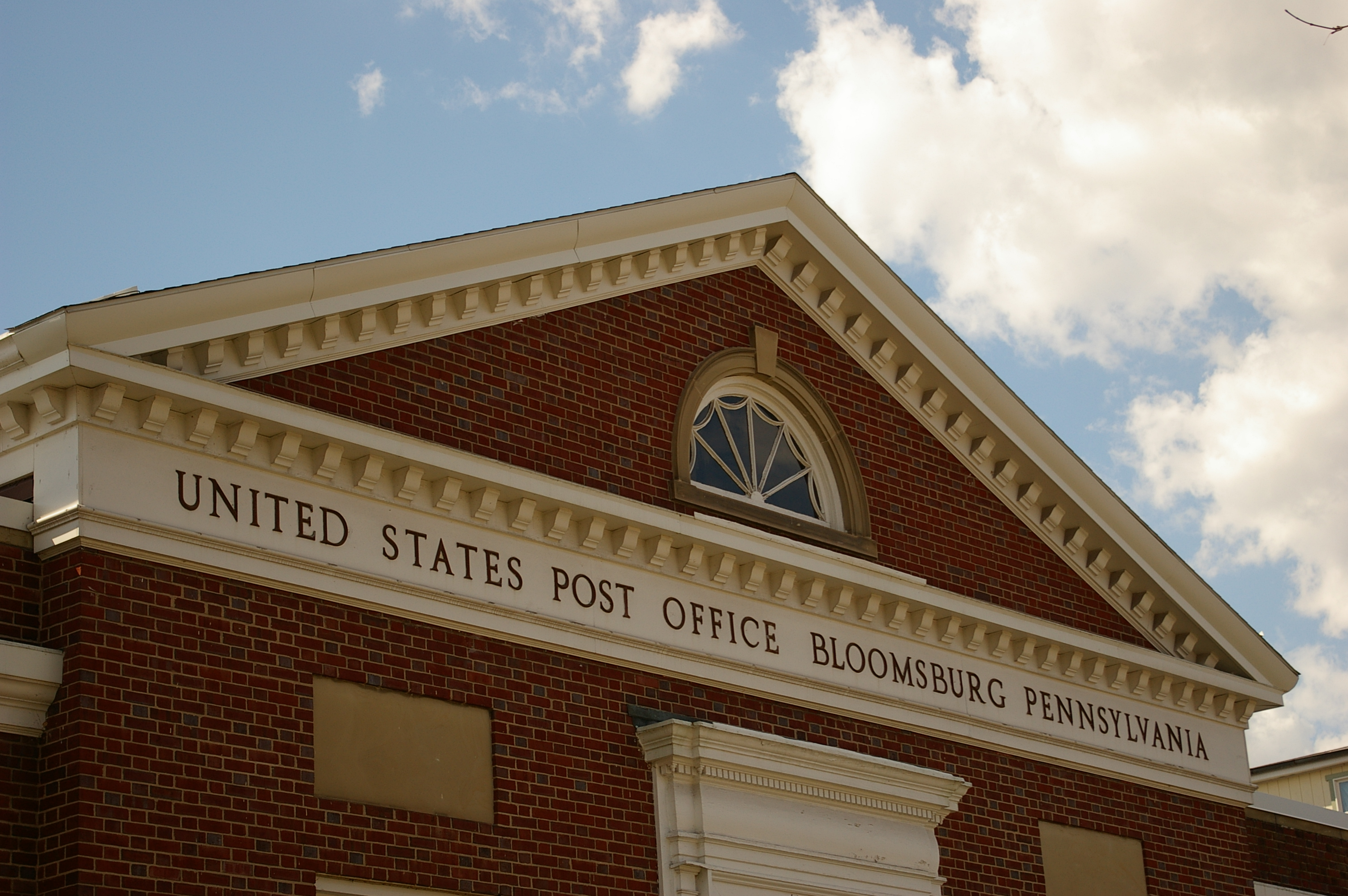
Le bureau de poste de Bloomsburg

La ville de Bloomsburg est administrée par un conseil municipal de sept membres. Il est actuellement présidé par William Kreisher, élu maire à la suite de la démission d'Eric Bower en raison de poursuites pénales. Ce dernier aurait sollicité les services d'une policière s'étant fait passer pour prostituée.

## Équipements et infrastructures
Bloomburg dispose d'un hôpital et d'un petit aéroport à vocation régionale.
La ville est également desservie, grâce à plusieurs échanges situés à quelques kilomètres de la ville, par l'autoroute transaméricaine Interstate 80, qui relie San Francisco (Californie) à New York en passant notamment à proximité de Salt Lake City (Utah), Chicago (Illinois) et Cleveland (Ohio).

## Éducation
Bloomburg est le siège d'une université publique, la Bloomsburg University of Pennsylvania, fondée en 1839, dont le campus accueille environ 7 800 étudiants.
En dehors de cette université, Bloomburg dispose de deux réseaux scolaires séparés :
- le Bloomsburg Area School District, réseau de cinq écoles accueillant environ 1 800 élèves ;
- le Central Coumbia School District, réseau de trois écoles accueillant environ 2 100 élèves.

## Culture
La ville est le siège, depuis 1978, du Bloomsburg Theatre Ensemble, en résidence à l’Alvina Krause Theatre, au centre-ville.
La ville dispose par ailleurs d'une bibliothèque publique, la Bloomsburg Public Library, fondée en 1899 et financée conjointement par les contribuables de Bloomsburg, de Scott Township et Hemlock Township.

## Économie
Chaque année depuis 1855, Bloomsburg accueille la Bloomsburg Fair, foire à vocation industrielle, commerciale, agricole et culturelle. Elle accueille une moyenne de 400 000 visiteurs.
Bloomsburg est également le siège d'une chambre de commerce dont le rayon d'action s'étend sur les comtés de Columbia et Montour, la Columbia Montour Chamber of Commerce.

## Médias
Le quotidien Press Enterprise (sans trait d'union, à ne pas confondre avec le quotidien The Press-Enterprise, édité à Riverside, en Californie), basé à Bloomsburg, couvre l'actualité locale des comtés pennsylvaniens de Columbia, Luzerne et Montour.

## Personnalités liées à Bloomsburg
- Krysten Ritter, actrice, née à Bloomsburg
- Jimmi Simpson, acteur, diplômé de l'Université de Bloomsburg